# Rue de l'Aqueduc (Région de Bruxelles-Capitale)
Pour les articles homonymes, voir Rue de l'Aqueduc.
La rue de l'Aqueduc (en néerlandais : Waterleidingsstraat à Ixelles et Aquaductstraat à Saint-Gilles) est une rue bruxelloise des communes d'Ixelles et de Saint-Gilles.

## Situation
La rue de l'Aqueduc va de la chaussée de Charleroi (place Janson ) à la rue Washington. Elle traverse la place du Châtelain.

## Bâtiments remarquables et lieux de mémoire
- no 157 : Maison Sander Pierron de l'architecte Victor Horta
- no 161 : École communale no 10